# Le Procès du roi
Pour plus de détails, voir Fiche technique et Distribution.
Le Procès du roi (O Processo do Rei) est un drame historique franco-ouest-germano-italo-portugais réalisé par João Mário Grilo et sorti en 1990.

## Synopsis
Le Roi-Soleil de France Louis XIV souhaite qu'une Française soit l'épouse du roi portugais Alphonse VI et choisit pour cela sa cousine Marie-Françoise-Élisabeth de Savoie. Alphonse espère avoir un allié solide contre l'Espagne et accepte. Le roi, faible d'esprit, est cependant incapable de diriger et c'est son ministre, le comte de Castelo Melhor, qui est l'homme fort du royaume.
Louis XIV envoie son ambassadeur Monsieur de Preyssac à la cour d'Alphonse pour lui rappeler ses obligations en matière d'alliance, mais il se montre incapable. Sa propre épouse complote alors avec l'aide de l'ambassadeur et du frère du roi, l'infant Pierre, assoiffé de pouvoir. Ils accusent publiquement Alphonse d'impuissance, le font arrêter en novembre 1667 et obtiennent une bulle papale qui confirme la virginité de la reine et approuve son mariage avec le frère d'Alphonse, Pierre.
Un tribunal est convoqué, au cours duquel un certain nombre de femmes témoignent. Elles confirment toutes son impuissance et le roi est déposé.

## Fiche technique
- Titre français : Le Procès du roi[1]
- Titre original : O Processo do Rei[2],[3]
- Réalisation : João Mário Grilo
- Scénario : João Mário Grilo, Jean-Pierre Theillade, Daniel Arasse
- Photographie : Eduardo Serra
- Montage : Rodolfo Wedeles
- Musique : Jorge Arriagada
- Décors : Zé Branco, Luís Monteiro
- Production : Paulo Branco, Karl Baumgartner, Reinhard Brundig, Coelho Ribeiro
- Sociétés de production : Filmargem (Lisbonne), Gemini Films (Paris), Pandora Filmproduktion (Munich), AB Cinema (Rome)
- Format : couleurs - 1,66:1
- Pays de production :  Portugal -  France -  Italie -  Allemagne de l'Ouest
- Langue de tournage : portugais
- Genre : drame historique
- Durée : 91 minutes
- Dates de sortie : 
  - Portugal : 19 janvier 1990
  - France : 4 septembre 1991
  - Belgique : 10 septembre 1991 (Gand)

## Distribution
- Carlos Daniel (pt) : Alphonse VI
- Aurelle Doazan : Marie-Françoise de Savoie
- Antonino Solmer : Pierre, infant du Portugal
- Carlos Martins Medeiros : Comte de Castelo Melhor (pt)
- Gérard Hardy : Preyssac, envoyé de Louis XIV
- Muriel Brenner : Ninon
- Filipe Ferrer : Père António Vieira
- Marcello Urgeghe : Le secrétaire de Preyssac
- Ruy de Carvalho : Dr. Martim dos Reis
- Jean Lafront : Père Ville, confident de la reine
- Jean Rupert :Ambassadeur de Saint-Romain
- Paulo Filipe Monteiro (pt) : Duc de Cadaval (pt)
- Nuno Carinhas : Marquis de Sande (pt)
- Dona Belinha (pt) : la peintre Josefa de Óbidos
- António Loja Neves (pt) : le messager
- Manuela Cassola (pt) : la religieuse au couvent
- Adelaide João (pt)